# Alessandra Frangipani
Alessandra Frangipani (Pisa, 12 luglio 2003) è una rugbista a 15 italiana, seconda linea del Villorba.

## Biografia
Nata a Pisa in una famiglia toscana ma cresciuta a Bolzano dall'età di cinque anni, lasciò l'atletica a undici anni dopo un incontro a scuola con alcuni istruttori di rugby del Sudtirolo, del quale era l'unica praticante di sesso femminile, periodicamente effettuando raduni nelle varie località del Triveneto insieme ad altre giocatrici provenienti dai settori giovanili di altri club della regione e raggruppate per poter presentare una squadra.
A 18 anni accettò l'invito degli osservatori della sezione femminile del Villorba a tesserarsi nel club del Trevigiano, il che comportò anche il trasferimento di sede scolastica per l'ultimo anno delle superiori.
Dopo appena una stagione a Villorba, coincidente con l'esordio in serie A, Frangipani giunse alla finale-scudetto, giocata da titolare e persa contro Valsugana e, nel corso della stagione, debuttò in nazionale a Grenoble in occasione dell'incontro del Sei Nazioni 2022 contro la Francia.
L'anno successivo fu di nuovo in finale scudetto, ancora una volta perso contro il club padovano, ma nel 2024 e nel 2025 sono giunti due titoli consecutivi contro la stessa rivale in finale.
Successivamente alla conquista del suo secondo scudetto, ha ricevuto la convocazione nella lista delle giocatrici italiane alla Coppa del Mondo 2025 in Inghilterra.

## Palmarès
- Campionati italiani: 2
Villorba: 2023-24, 2024-25